# 卓懋祺
卓懋祺（英語：Edward George McGill Alexander，1947年3月31日—），南非陸軍軍官，卓懋祺上校曾參加英國陸軍的機降演習和會議，還與智利、英國和中華民國軍隊一起進行跳傘訓練，並因此獲得降落傘翼。他還撰寫了許多有關軍事主題的文章，其中一些已在國際上發表，包括一篇由美國陸軍發表的文章。
此外，他還是三本書的作者或合著者。卓懋祺上校經常在軍事問題研討會和會議上發表演講，其中包括2006年在南澳大利亞軍事學院發表的特納講座，以及同一年在澳大利亞坎培拉舉行的有關小規模戰爭和叛亂的軍事歷史會議上發表的一篇論文。除了擁有斯泰倫博斯大學大學的醫學學士學位外，他還獲得了南非大學頒發的榮譽學士學位、碩士學位（優等生）以及歷史學博士學位。

## 早年生活
卓懋祺於1947年3月31日出生在博克斯堡。他在自由邦省和羅德西亞的農場中長大，在寄宿學校接受教育，並於1965年被波切夫斯特魯姆男子高中錄取。

## 軍旅生涯
卓懋祺在志願服兵役之前，他為盲人訓練了18個月的導盲犬，並於1967年在奧茨胡恩的衝鋒隊第1步兵營接受了基礎訓練。隨後，他志願加入了傘兵部隊，並於1968年2月在布隆方丹的坦佩獲得了降落傘翼。他在第1傘兵營B連擔任步槍手。完成訓練後，他繼續在公民部隊第1傘兵營服役。他被提升為下士，並擔任科長。
後來，他被推薦參加軍官訓練，並於1972年7月被任命為新成立的第2傘兵營的2中尉。在奧茨胡恩步兵學校完成了排長和連2指揮課程後，他擔任了這些職務，隸屬於第2傘兵營。在此期間，他以文職身份為南非探索協會舉辦戶外追踪課程。1975年，他加入常備部隊，並被任命為第1傘兵營軍官教官，軍銜為中尉，再次擔任連長。
卓懋祺中尉被送往薩爾達尼亞軍事學院，1978年從斯泰倫博斯大學畢業，獲得軍事學士學位。在大學休學期間，在納米比亞的第2傘兵營擔任排長。他回到第1傘兵營，在那裡擔任了數年的各種職務，包括副官、連長（主要是他的老連B連）、SO2訓練和第2IC訓練聯隊。在此期間，他於1979年晉升為上尉，並於1982年晉升為少校。

## 個人生活
1972年，他與安妮結婚，育有三個女兒、四個孫女和三個孫子。卓懋祺將軍的興趣包括寫作、軍事歷史（他是南非軍事歷史學會東開普分會的活躍成員）、攝影、露營和4x4越野遊覽、徒步旅行、旅行以及擔任一年一度的南方射擊比賽的首席靶場官，非洲比斯利靶步槍錦標賽的組織者。他曾兩次擔任世界錦標賽的首席靶場官員。當有機會時，他還是一名狂熱的蘇格蘭鄉村舞蹈愛好者，並積極與波切夫斯特魯姆的老同學保持聯繫。他是一名虔誠的基督徒，積極參與當地教會活動。他和他的妻子也致力於照顧被遺棄、虐待和忽視的嬰兒。

## 派駐台灣
1990年代，卓懋祺擔任南非駐台大使館武官，1997年11月，就在雙方即將斷交回國前夕，其官邸被陳進興挾持，期間陳進興槍枝走火射傷其膝蓋。